# Gospodarstvo Paragvaja
Gospodarstvo Paragvaja uglavnom se bazira na poljoprivredi.
Paragvaj je kopnena zemlja s velikim udjelom neformalnog gospodarstva (izvan kontrole države i sustava poreza). Ističe se izvoz robe široke potrošnje u susjedne zemlje, kao i aktivnost malih i mikropoduzeća. Znatan dio stanovništva živi od poljoprivrede, a posebno od dnevnica u poljoprivredi.
Zbog velikog neformalnoga sektora, točne ekonomske informacije teško je dobiti. Prevladavaju poljoprivreda i stočarstvo, trgovina i usluge. Industrijski sektor još uvijek nije dobro razvijen, a temelji se uglavnom na preradi poljoprivrednih proizvoda i stoke. Zemlja je šesti najveći svjetski proizvođač soje (proizvodi se i GMO soja u posljednje vrijeme). Značajan je izvoz električne energije, koja se proizvodi u golemoj hidroelektrani Itaipu, najvećoj na svijetu po instaliranoj snazi, koja se nalazi na rijeci Parani na granici s Brazilom, i također velikoj elektrani Yaciretá na granici s Argentinom.
Gospodarstvo je ubrzano raslo između 2003. i 2008., zbog rasta potražnje u kombinaciji s rastućim cijenama primarnih proizvoda, čemu su pomogli povoljni klimatski uvjeti. Međutim, suša početkom 2008., smanjila je izvoz poljoprivrednih proizvoda prije recesije. Zbog smanjenja izvoza, gospodarstvo je pretrpjelo pad od 3,5% 2009. godine. Vlada je reagirala fiskalnim i monetarnim mjerama poticaja. Prepreke za dugoročni rast su: korupcija, ograničen napredak u ekonomskim reformama i neizvjesni razvoj infrastrukture.